# Серга (приток Варзуги)
Серга — река в Мурманской области в восточной части Кольского полуострова. Длина реки — 38 км. Площадь водосборного бассейна — 844 км².
Серга берёт начало из юго-западной части Сергозера, впадает в Варзугу. Высота истока — 148 м над уровнем моря. Высота устья — менее 23 м над уровнем моря.
На реке более 50 порогов и, ближе к устью — водопад. Питание в основном снеговое, протекает по лесной, сильно заболоченной местности. Из крупных притоков (начиная от устья) — Сара, Приличный, Двинка, Карпова. Населённых пунктов на реке нет.
Серга упоминается в Энциклопедическом словаре Брокгауза и Ефрона в статье Сергозеро и описывается как неглубокая и несудоходная, изобилующая рыбой, в особенности сёмгой.